# Wyżyna Manassesa
Wyżyna Manassesa (hebr. רמות מנשה, Ramot Manassesa) – płaskowyż położony między Doliną Jezreel a równiną przybrzeżną na północy Izraela. Obszar Wyżyny Menassesa stanowi od 2011 roku rezerwat biosfery UNESCO.

## Geografia

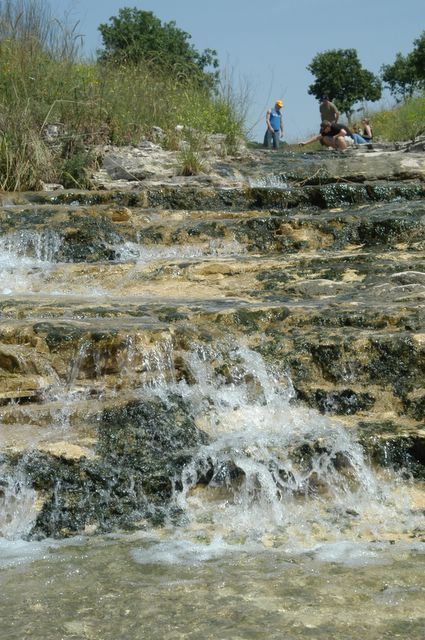
Wodospady przy kibucu Galed

Wyżyna Menassesa jest lekko pagórkowatym rozległym płaskowyżem położonym między Doliną Jezreel a równiną przybrzeżną na północy Izraela. Średnia wysokość wynosi około 200 metrów n.p.m. Północną granicę wyznacza Wadi Milk, za którą wznosi się masyw Góry Karmel. Po stronie wschodniej jest Dolina Jezreel, na południu Wadi Ara, a na zachodzie równina przybrzeżna. Wyżyna ma charakter płaskowyżu, który stromo wznosi się nad Doliną Jezreel, ale łagodnie, tarasowo opada w kierunku zachodnim. Jego centralna część jest mocno pofałdowana i w większości pozbawiona lasów. Najwyższe wzniesienia sięgające wysokości 400 metrów n.p.m. znajdują się w południowo-wschodnim skraju, w pobliżu Wadi Ara. We wschodniej części jest Giwat K’at (253 m n.p.m.), Giwat Kipod (252 m n.p.m.), Har Gachar (237 m n.p.m.), Giwat Misz’ol (206 m n.p.m.) i Tel Kira (222 m n.p.m.). Zimą wzgórza wystawione są na gwałtowne wiatry. Pod względem budowy geologicznej wzgórza zbudowane są z miękkich skał kredowych. Jedynie w części wschodniej (w rejonie kibucu Miszmar ha-Emek) występują pojedyncze wzgórza zbudowane ze skał bazaltowych. Suma rocznych opadów wynosi 600–700 mm. Znajduje się tutaj około 50-60 naturalnych źródeł, które zasilają liczne strumienie. Żłobią one w miękkich skałach kredowych głębokie wadi. W kierunku zachodnim spływa strumień Nachal Dalijja (zasilany strumieniami Timon, Nachal Tut, Menasses, Moed, Boded i Szelef), Nachal Tanninim (zasilany strumieniami Snunit, Alona, Nili, Raz, Saflul i Chelmit) i Ada (zasilany strumieniami Miszmarot, Chotmit, Sibchi, Barkan, Gozlan i Panter). Mają one swoje ujście w Morzu Śródziemnym. W kierunku wschodnim spływają strumienie Keini, Megiddo, Slav, Midrasz, Jicchar, Miszmar ha-Emek, Paga, Gahar, ha-Szofet, ha-Sznajim, Sanin, Keret i Jokne’am. Teren płaskowyżu jest w większości wykorzystywany jako pastwiska, jedynie obszary położone wzdłuż strumieni są eksploatowane przez działalność rolniczą. Żydowski Fundusz Narodowy prowadzi systematyczną działalność zalesiania wzgórz.
Obszar płaskowyżu jest słabo zaludniony. Jest tutaj miasto Jokne’am, miejscowości Zichron Ja’akow i Basma, kibuce Ramat ha-Szofet, Ein ha-Szofet, Miszmar ha-Emek, Ramot Menasze, Dalijja, Megiddo i Galed, moszawy Eljakim, Midrach Oz, Giwat Nili, Ammikam, Bat Szelomo i Ofer, oraz wioska komunalna En ha-Emek.

## Historia

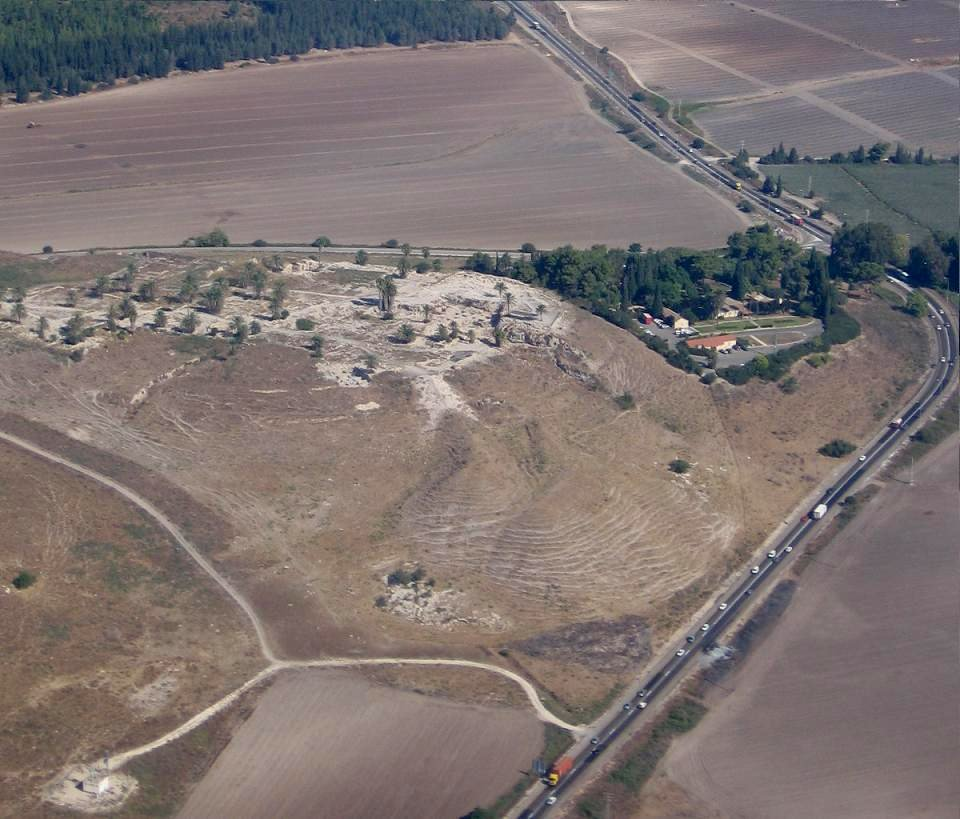
Park Narodowy Megiddo

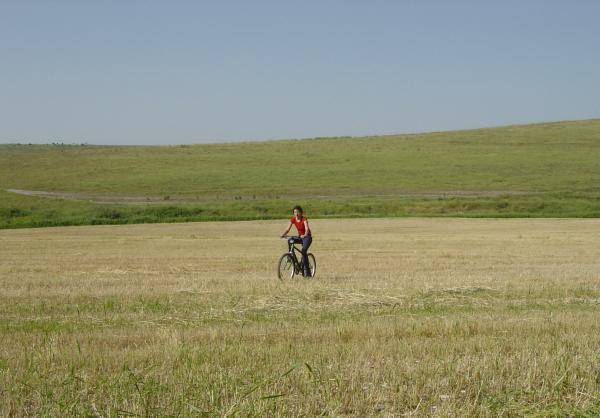
Widok na Wyżynę Menassesa

Obszar Wyżyny Manassesa był zamieszkany już w starożytności. Jego nazwa wywodzi się od biblijnego plemienia Menassesa, chociaż przez długi czas była nazywana Górami Efraima (od Efraima). Przebiegały tędy ważne strategicznie drogi łączące Dolinę Jezreel z równiną przybrzeżną i położoną dalej na południu równiną Szaron. Drogi tej strzegło starożytne miasto Megiddo. Wydaje się, że w przeszłości wzgórza płaskowyżu były pokryte licznymi lasami, zostały one jednak wycięte. Nowoczesne osadnictwo żydowskie rozpoczęło się na początku lat 30. XX wieku wraz z wykupem ziemi przez organizacje syjonistyczne. Podczas wojny domowej w Mandacie Palestyny i I wojny izraelsko-arabskiej prawie wszystkie tutejsze arabskie wioski zostały wyludnione i zniszczone. W wyniku tego, duże przestrzenie płaskowyżu pozostają opuszczona i zajmują je jedynie pola uprawne. W maju 1961 roku uruchomiono tunel o długości 7 km, którym pompowana jest woda państwowego systemu wodnego z Doliny Jezreel na równinę przybrzeżną.

## Turystyka
Największą tutejszą atrakcją turystyczną są ruiny starożytnego miasta Megiddo. Całość obszaru wzgórza Tell Megiddo jest chroniona przez Park Narodowy Megiddo. W 2005 roku obszar został zarejestrowany wraz z ruinami Chasor i Beer Szewa na liście światowego dziedzictwa kultury UNESCO.
W 2000 roku utworzono Rezerwat przyrody Nachal Tut, który chroni obszar strumienia Nachal Tut. W 2008 roku utworzono Rezerwat przyrody Nachal Dalijja, który chroni dorzecze strumienia Dalijja pomiędzy kibucem Dalijja i moszawem Bat Szelomo. Rezerwat zajmuje powierzchnię prawie 800 hektarów, na której ochronie podlega różnorodna roślinność. Pozostała część Wyżyny Manassesa przez wiele lat poddawana była różnorodnym działaniom na rzecz ochrony unikalnego krajobrazu. Wysiłki te znalazły w 2011 roku uznanie przez UNESCO, które uznało płaskowyż za rezerwat biosfery. Według UNESCO, Wzgórza Manassesa stanowią mozaikę systemów ekologicznych roślinności basenu Morza Śródziemnego. Dzięki ustanowieniu tutaj rezerwatu biosfery, wszelkie działania człowieka muszą uwzględniać ochronę przyrody. Rozbudowa ludzkich osiedli i dróg jest dozwolona, podlega jednak ścisłym ograniczeniom. Wszystkie tutejsze osiedla posiadają oczyszczalnie ścieków i systemy recyklingu ścieków oczyszczonych. Żydowski Fundusz Narodowy wpisuje się w tę działalność, rozwijając kompleksy leśne. Rezerwat biosfery obejmuje obszary zalesione, źródła strumieni, wzgórza wulkaniczne i stanowiska archeologiczne. Tutejsze osady rolnicze są dogodnymi punktami wypadowymi do pieszych wędrówek po wzgórzach. Okoliczne wzgórza porasta gęsty las, który stwarza wrażenie, że są one położone w Europie. Wśród wzgórz wiją się malownicze strumienie, a wierzchołki porastają topole i wierzby. Obok kibucu Galed wiosną kwitną tysiące fiołków alpejskich. Niektórzy nazywają ten kibuc „Toskanią Izraela”.
Na wzgórzu Tell Jokne’am przy moszawie Jokne’am można podziwiać ruiny zamku krzyżowców. Przy kibucu Miszmar ha-Emek znajduje się zbudowany w 1989 roku park rozrywki i pamięci Jaskinia Palmach. Jest on położony w ukryciu wśród drzew i krzewów typowych dla wzgórz Wyżyny Manassesa. Odtworzono tutaj atmosferę z czasów działalności jednostek Palmach. Specjalny park linowy zapewnia liczne atrakcje, a jednocześnie przypomina metody szkolenia komandosów. Organizowane są także wycieczki piesze po okolicy. Podobnym historycznym obiektem jest Muzeum Dżo’ara.

## Transport
Przez centralną część płaskowyżu przebiega autostrada nr 6, która przechodzi w północnej części w drogę ekspresową nr 70. Wzdłuż wschodniej krawędzi przebiega droga nr 66, a na południu droga nr 65. Przez środek pagórkowatej krainy przebiega droga nr 672, od której odchodzą drogi nr 6953 i nr 6954.